# Glittermotten
De glittermotten (Choreutidae) zijn een familie van vlinders en de enige familie in de superfamilie Choreutoidea. De familie telt zo'n 400 beschreven soorten, in 18 geslachten. Het typegeslacht van de familie is Choreutis.
De familie is onderverdeeld in drie onderfamilies:
- Brenthiinae
- Choreutinae
- Millierinae

Uit Nederland en België zijn maar zes soorten uit deze familie bekend:
- Anthophila fabriciana - Brandnetelmotje
- Choreutis pariana - Skeletteermot
- Choreutis nemoran - Vijgenskeletteermot
- Prochoreutis myllerana - Glidkruidmot
- Prochoreutis sehestediana - Zuidelijke glidkruidmot
- Tebenna micalis - Zilveroogje